# Clearview (álbum)
Clearview é o sétimo álbum de estúdio da banda finlandesa de rock Poets of the Fall, lançado em 30 de setembro de 2016, sob o selo Insomniac.

## Histórico
No dia 11 Junho de 2015, a band anunciou, via sua página no facebook, que já estava começando a trabalhar o novo álbum.
Em janeiro de 2016, eles anunciaram que o álbum será lançado em setembro de 2016 (e será promovido por uma extensa turnê mundial), e que a produção ficará a cargo de Stefan Boman.
No dia 26 de maio eles anunciaram o nome do álbum 26 May 2016, bem como as datas da nova turnê.
No dia 4 de agosto foi lançado o primeiro single promocional do álbum: "Drama for Life" foi a canção escolhida.

## Faixas
Todas as faixas escritas e compostas por Poets of the Fall. 
| N.º            | Título                         | Duração |  |
| 1.             | "Drama for Life"               | 3:26    |  |
| 2.             | "The Game"                     | 4:45    |  |
| 3.             | "The Child in Me"              | 3:51    |  |
| 4.             | "Once Upon a Playground Rainy" | 3:36    |  |
| 5.             | "Children of the Sun"          | 4:53    |  |
| 6.             | "Shadow Play"                  | 4:05    |  |
| 7.             | "Center Stage"                 | 4:05    |  |
| 8.             | "The Labyrinth"                | 3:46    |  |
| 9.             | "Crystalline"                  | 3:44    |  |
| 10.            | "Moonlight Kissed"             | 4:05    |  |
| Duração total: | Duração total:                 | 40:15   |  |

## Créditos Musicais
- Marko Saaresto: voz
- Olli Tukiainen: guitarra, violão
- Markus "Captain" Kaarlonen: teclados e efeitos

### Músicos de apoio
- Jaska Mäkinen: guitarra rítmica
- Jani Snellman: baixo
- Jari Salminen: bateria

## Desempenho nas Paradas de Sucesso
| Ano  | Paradas musicais        | Posição | Certificações | Ref.  |
| ---- | ----------------------- | ------- | ------------- | ----- |
| 2016 | Suomen virallinen lista | #2      |               | [ 4 ] |
| 2016 | (iTunes, Spotify)       | #1      |               | [ 5 ] |
| 2016 | (iTunes, Spotify)       | #4      |               | [ 5 ] |
| 2016 | (iTunes, Spotify)       | #5      |               | [ 5 ] |